# Road Hog (téléfilm, 1986)
Pour les articles homonymes, voir Road Hog.
Road Hog est un téléfilm américain réalisé par Mario DiLeo et diffusé en 1986 dans le cadre de la série  Alfred Hitchcock présente.

## Fiche technique
- Titre : Road Hog
- Titre français : Le Chauffard
- Réalisation :Mario DiLeo
- Scénario : Steve Bello, Charles Grant Craig, Stephen Kronish d'après la nouvelle éponyme de Harold R. Daniels
- Musique : John Goux
- Production : Alan Barnette, Christopher Crowe, Andrew Mirisch, Daniel Sackheim
- Durée : 22 minutes
- Genre : drame
- Diffusion : 11 mai 1986

## Distribution
- Alfred Hitchcock : Présentateur
- Burt Young : Ed Fratus
- Ronny Cox : Sam Medwick
- Lee Bryant : Phyllis
- David Cowgill : Mike Medwick
- Vincent Barbour : Tom Medwick
- Doug Savant : Joey Medwick
- Dennis Robertson : E. R. Doctor
- Ed Hooks : Gas Station Attendant
- Vernon Weddle : Old Wildcatter
- Robert Covarrubias : Orderly
- Jeff Tyler : Patron de la taverne